# Zygfryd Kosicki
Zygfryd Kosicki (ur. 16 lutego 1900 w Poznaniu, zm. 3 maja 1975 tamże) – polski piłkarz, grający na pozycji pomocnika.
Został pochowany na Cmentarzu Junikowo w Poznaniu.
Jego starszy brat Edmund był znanym lekkoatletą i sędzią piłkarskim.